# Wilde Orchidee
Wilde Orchidee ist ein US-amerikanisches Filmdrama von Zalman King aus dem Jahr 1989.

## Handlung
Emily Reed wird in einer in New York City ansässigen Anwaltskanzlei eingestellt. In ihrem neuen Job begleitet sie ihre Kollegin Claudia Dennis nach Rio de Janeiro. Dort soll Claudia James Wheeler treffen, da sie aber ihre Verabredung nicht einhalten kann, schickt sie Emily als Vertretung.
Reed lernt den vermögenden James Wheeler kennen und beginnt eine Affäre mit ihm. Reed offenbart Dennis, dass der Millionär sie stark fasziniert. Sie fühlt sich dabei unwohl und will verreisen, was Dennis nicht gestattet.
Wheeler geht später auf Distanz zu Reed, die es jedoch schafft, die von ihm aufgebauten Barrieren zu anderen Menschen zu überwinden.

## Kritiken
- Roger Ebert schrieb in der Chicago Sun-Times, dass der Film ein erotischer Film mit absurder Handlung sei, den man nicht anders als einen erotischen Film wahrnehmen könne. Weiterhin beschrieb er, was er besonders unglaubwürdig fand.[2]
- Hal Hinson schrieb in der Washington Post, dass der Film unbeabsichtigt lustig sei. Carré Otis sei schön, aber nicht talentiert.[3]
- Das Lexikon des internationalen Films schrieb: Der Film sei „pseudophilosophisch“, habe keinen Tiefgang, sei „gedankenlos“ und „ideenlos“ und hinterlasse einen „faden Eindruck“.[4]

## Auszeichnungen
Der Film erhielt im Jahr 1991 Nominierungen für die Goldene Himbeere für Mickey Rourke (als Schlechtester Schauspieler) und Carré Otis (als Schlechtester Newcomer).